# George Burbidge
Pour les articles homonymes, voir Burbidge.
George Wheelock Burbidge (6 février 1847 - 18 février 1908) était un avocat, juge et auteur canadien. Il fit partie de l'équipe qui obtint la condamnation de Louis Riel pour trahison après la Rébellion du Nord-Ouest en 1885. Eminent juriste, il fut le premier juge nommé à la tête de la nouvelle Cour de l'Échiquier le 1er octobre 1887 (cette cour précédant l'actuelle Cour fédérale du Canada.
Son ouvrage de 1890, "Résumé de la loi criminelle canadienne" aura une influence marquante sur la rédaction du code criminel canadien en 1892.